# Тин и Тина
Тин и Тина (шп. Tin & Tina) шпански је психолошки трилер са елементима хорора из 2023. године. Режију и сценарио потписује Рубин Стајн, док су у главним улогама Милена Смит и Хаиме Лоренте. Адаптација је истоименог краткометражног филма из 2013. године.

## Радња
Након трауматичног побачаја, млади пар у манастиру усвоји двоје необичних близанаца чија опсесија религијом убрзо постане узнемирујућа.

## Улоге
| Глумац                  | Улога  |
| ----------------------- | ------ |
| Милена Смит             | Лола   |
| Хаиме Лоренте           | Адолфо |
| Карлос Гонзалез Морољон | Тин    |
| Анастасија Русо         | Тина   |